# Filolao (mitologia)
Filolao (in greco antico: Φιλόλαος?, Filólaos) è un personaggio della mitologia greca.

## Genealogia
Figlio di Minosse e della ninfa Paria.
Non ci sono notizie di sue spose o progenie.

## Mitologia
Viveva sull'isola di Paro assieme ai suoi tre fratelli (Crise, Eurimedonte e Nefalione) ed un giorno la nave di Eracle fece scalo sull'isola ed alcuni uomini scesero. 

Fiolao ed i suoi fratelli li uccisero e furono a loro volta uccisi da Eracle.